# Bourreria virgata
Bourreria virgata là loài thực vật có hoa trong họ Mồ hôi. Loài này được (Sw.) G.Don mô tả khoa học đầu tiên năm 1837.